# Pachydema albolanosa
Pachydema albolanosa är en skalbaggsart som beskrevs av Leon Fairmaire 1873. Pachydema albolanosa ingår i släktet Pachydema och familjen Melolonthidae. Inga underarter finns listade i Catalogue of Life.